# Malgassesia milloti
Malgassesia milloti là một loài bướm đêm thuộc họ Sesiidae. Nó được tìm thấy ở châu Phi.